# Presnovna acidoza
Presnovna acidoza ali metabolna acidoza je acidoza (znižani pH zunajcelične tekočine) zaradi kopičenja nehlapnih kislin v organizmu ali izgube hidrogenkarbonata iz njega. Za presnovno acidozo je značilna znižana plazemska koncentracija HCO3– in znižan pH krvi. Če ni odpravljena, lahko vodi v acidemijo (znižan pH krvi pod vrednost 7,37) zaradi povečane proizvodnje ionov H+ v organizmu ali nezmožnosti tvorbe bikarbonata (HCO−
3) v ledvicah ali prebavilih..

## Vzroki
Patofiziološki mehanizmi, ki pripeljejo do razvoja presnovne acidoze, so:
- povečano nastajanje nehlapnih kislin v telesu (ketoacidoza na primer zaradi iztirjene sladkorne bolezni ali stradanja[4], laktacidoza, zastrupitev z etilenglikolom ali metanolom),
- zmanjšano izločanje kislin skozi ledvice (oslabljeno delovanje ledvic),
- povečana izguba HCO3– preko prebavil (pri driski, lahko tudi zaradi zlorabe odvajal[4]) ali ledvic (ledvična tubulna acidoza).

Obstaja veliko možnih vzrokov presnovne acidoze, v pomoč pa je klinična razdelitev glede na prisotnost ali odsotnost anionske vrzeli. Anionska vrzel je ostanek neizmerjenih anionov v serumu, ki se oceni tako, da se od vsote koncentracij natrijevih in kalijevih ionov odšteje vsota koncentracij kloridnih in bikarbonatnih ionov. 
Klinično tako delimo presnovno acidozo na presnovno acidozo z normalno anionsko vrzeljo (hiperkloremična acidoza) in na presnovno acidozo s povišano anionsko vrzeljo.

### Presnovna acidoza z normalno anionsko vrzeljo
Možni vzroki presnovne acidoze z normalno anionsko vrzeljo so:
- vnos anorganskih kislin
  - infuzija ali zaužitje HCl, NH
4Cl
- izguba baz skozi prebavila
  - driska
  - fistula tankega črevesa
  - kirurška diverzija seča v črevo
- izguba baz ali zastajanje kislin v ledvicah
  - ledvična tubulna acidoza zaradi nezmožnosti okvarjenih (proksimalnih ali distalnih) ledvičnih cevk

### Presnovna acidoza s povišano anionsko vrzeljo
Možni vzroki presnovne acidoze s povišano anionsko vrzeljo so: 
- laktična acidoza[8]
- ketocidoza (diabetična, alkoholna, stradalna)[2][9]
- kronična ledvična odpoved (kopičenje sulfatov, fosfatov, sečnine)[10]
- prehodna 5-oksooprolinemija zaradi dolgotrajnega uživanja visokih odmerkov paracetamola (običajno pri sepsi, jetrni odpovedi, ledvični odpovedi ali nedohranjenosti)[11]
- zastrupitve z naslednjimi snovmi:
  - salicilati, metanol, etilenglikol[9]
  - organske kisline, paraldehid, etanol, formaldehid[12]
  - ogljikov monoksid, cianid, ibuprofen, metformin[13]
- propilenglikol (se presnovi do L- in D-laktata in se nahaja zlasti v infuzijskih raztopinah, ki se uporabljajo kot zdravila v enotah za intenzivno nego)[14]
- obsežna rabdomioliza[15]
- izoniazid, železo, fenelzin, tranilcipromin, valproična kislina, verapamil[16]
- sulfati[17]

## Simptomi
Klinično je za presnovno acidozo značilno globoko in hitro dihanje, imenovano kussmaulovo dihanje. Gre pravzaprav za kompenzacijski mehanizem; zaradi padca pH krvi organizem s povečano ventilacijo izplavlja CO2 iz organizma.
Pri hudi acidemiji (pH < 7,1) se lahko močno zmanjša krčljivost srčne mičice ter se znatno poveča verjetnost nevarnih motenj srčnega ritma. Pojavita se razširitev arteriol, zaradi česar je koža topla in suha, krvni tlak pa pade, ter skrčenje osrednjih ven. Zmanjša se pretok krvi skozi jetra. Zaradi manjše podajnosti osrednjih in pljučnihžil se lahko pojavi pljučni edem. Funkcija osrednjega živčevja je zmanjšana, pojavijo se glavobol, utrujenost, stupor in v nekaterih primerih tudi koma.

## Zdravljenje
Cilji zdravljenja so odprava vzroka presnovne acidoze, izboljšanje ledvične funkcije in pospešeno izločanje kislin iz telesa. Če pH krvi pade pod vrednost 7,1, gre za nujni primer zaradi povečanega tveganja za srčne aritmije; v takem primeru je lahko potrebno intravensko dajanje hidrogenkarbonata. Odmerek hidrogenkarbonata je med drugim odvisen od telesne teže in deficita baze. Ob dajanju hidrogenkarbonata je treba skrbno spremljati ravni plinocv v arterijski krvi. Pri laktični acidozi je potrebna posebna previdnost, saj so možni hudi zapleti. Možna tveganja pri dajanju hidrogenkarbonata so elektrolitske motnje kalija in kalcija, povečana tvorba laktata in nastajanje CO2 v krvi.